# Bric-à-Brac
Pour plus de détails, voir Fiche technique et Distribution.
Brac-à-Bric est un documentaire de 40 minutes réalisé par Martin Guérin et sorti en 2003.

## Synopsis
Le documentaire raconte l'histoire de six personnes qui parlent de leur passe-temps pour les ventes de garage devenue une passion au fil du temps. Il dépeint la réalité d'un phénomène socioculturel, son histoire et comment elles sont perçues par ces six passionnés.

## Fiche technique
Sauf indication contraire, les informations mentionnées dans cette section peuvent être confirmées par la base de données cinématographiques IMDb,  présente dans la section « Liens externes ».
- Titre original : Bric-à-Brac[2]
- Réalisation : Martin Guérin
- Scénario : Martin Guérin
- Musique : Pascal Bouchard
- Photographie : Annie Boulanger
- Production : Radical Libre
- Distribution : 
  - Bernard Arcand
  - Christian Bourgault
  - Claude Cardinal
  - Réal Chabot
  - Marc Langlois
  - Yves Landry
  - Rosaire Leduc
  - Thérèse Veillette
  - Josée Fortin
  - Noella Duval
- Budget : 15 000 dollars
- Pays de production : Canada (Québec)
- Langue originale : Français
- Genre : Documentaire
- Durée : 40 minutes
- Date de sortie[3] : 8 novembre 2003

## Production

### Genèse et développement
Le projet est né d'une réflexion de Martin Guérin sur le phénomène croissant des ventes de garage (vides-greniers) au tournant des années 2000. Comme il le dit lui même : « J'aime la dimension sociale de cette activité, c'est un sujet qui m'interpelle comme artiste ». Martin Guérin as avoué qu'il pensait a ce documentaire 4 ou 5 ans avant la création de ce dernier.

### Tournage
Le tournage débuté en mai 2002, se déroule dans quelques villes dans la région de l'Abitibi-Témiscamingue tel que Rouyn-Noranda, Amos et Val-D'Or. En effet, Martin Guérin a déclaré: « Je veux que les gens voient l'Abitibi et la trouvent attirante ».Au cours du tournage qui a duré un été complet, il dit avoir visité « au moins 200 ventes de garage ».

### Festival après le tournage
Après une tournée régionale, le film a été présenté au Festival du film documentaire de Clermont-Ferrand, en France.